# 楊在陛
楊在陛（1612年8月15日—17世紀），字臺卿，陝西西安府三原縣人，清朝政治人物。

## 生平
楊在陛是崇禎九年（1636年）舉人，順治三年（1646年）成進士，先在戶部觀政，後獲授扶溝知縣，地方貧瘠，人民失所，他招集逃亡，歸業滿三年才徵稅，又向上級請求擒拿大盜張元錫、白虎斬殺，餘暇則聚集諸生教學，獎勵當中品行超卓者，在扶溝七年增賦七千石，後陞戶部主事。

## 家族
曾祖楊聰；祖父楊茂梧；生父楊春芳；嗣父楊世芳。

## 引用
1. 1 2  光緒《三原縣志·卷十二·人物》：楊在陛，字臺卿，順治中進士令扶溝，地瘠民流，在陛招集逃亡，凡歸業者三年始算緡，有大盜張元錫、白虎為亂，請於中丞俱擒而磔之，在扶七年增賦七千石有奇，擢戶部主事。 載通志
2. 1 2  《順治三年丙戌科進士三代履歷》：楊在陛，曾祖聰；祖茂梧；生父春芳；嗣父世芳。臺卿，書二房，壬子七月十九日生，三原人，丙子四十五名，會試一百五十二名，三甲一百三十九名，戶部觀政，授河南扶溝知縣，戊子本省同考。
3. ↑  光緒《扶溝縣志·卷五·官師表》：楊在陛，字臺卿，陝西三原進士，順治中授扶搆令，時荒田未墾，攝篆者驟增熟田若干頃，乃下令招集，因均其田，公私兩便之，暇則聚諸生課之，奬其行之尤卓者，尋陞去。